# Jean Émile Lanauve
Jean Émile Lanauve est un homme politique français né le 24 mai 1849 à Bonnes (Charente) et décédé le 14 mai 1923 à Bordeaux (Gironde).

## Biographie
Avocat, il est député de la Dordogne de 1880 à 1881, siégeant à droite, avec les monarchistes.

### Sources
- « Jean Émile Lanauve », dans Adolphe Robert et Gaston Cougny, Dictionnaire des parlementaires français, Edgar Bourloton, 1889-1891 [détail de l’édition]